# La Yerba Santa
La Yerba Santa es un libro publicado por el poeta venezolano Salustio González Rincones en París en 1929, bajo el seudónimo Otal Susi. Se trata del octavo poemario escrito por el autor y que ha sobrevivido. Y es quizá, junto con Carta de Salustio a su mamá en Nueva York (1907) su obra más conocida.

## Estructura
La Yerba Santa un libro vanguardista en el que "ejecuta un proceso de invención de lenguas indígenas a través de juegos de traducción y figuraciones con elementos internados en la cultura popular, llevando al límite la metatextualidad: cada poema en lengua indígena inventada posee a su vez dos versiones traducidas al español, en las que un traductor ficticio va generando notas al pie de las mismas; a la vez, González Rincones crea un poema en clave de ciencia ficción y textos que albergan sonoridades coloquiales y estructuras de corrido."

## Análisis
Sobre este libro dirá Jesús Sanoja Hernández: "(u)n caso similar al de La yerba santa no conocíamos, en cuanto a desafío de falsario, a invención traviesa, a divertimento".
Para Jesús Montoya, "(l)os cantos de La Yerba Santa fundamentan una valorización de lo popular. Además de la invención de lenguas indígenas teniendo de fondo el pasado de conquista tejen una realidad utópica para formar raíces espectrales con la historia, el territorio y la lengua, así como con el imaginario de lo «nacional»; añoranza o deseo utópico de definir una identidad venezolana, o bien problematizar sobre ella y su origen. Cabe preguntarnos si la invención de estas lenguas busca cuestionar el pasado colonial venezolano por medio de la mirada extranjera (pensemos en las traducciones y expediciones del profesor alemán Ottius Halz en la ficción de la obra) que como discurso corroboran la descripción y registro del mismo. Los poemas de La Yerba Santa resguardan el archivo oral de quien traduce. Las lenguas inventadas aspiran tener la condición misma de los textos en que son traducidas, significar, es decir, las lenguas inventadas con sus artificios textuales (notas al pie, coloquialismos, vocablos criollos, distopía) revelan al lector la complejidad de la narración del pasado histórico —parodiado o no— de Venezuela; así como sus manifestaciones orales, su lenguaje, valga decir, su tradición."

Para Juan Cristóbal Castro, existe una relación clara entre La yerba santa y la obra de Ramos Sucre y Enrique Bernardo Núñez, en torno a la ruinología:
Los poemas de Ramos Sucre no son sino producto de una labor sobre ruinas culturales, donde la crítica a lo heroico tiene un peso relevante a partir de fragmentos de escenas, situaciones e imágenes de la tradición canónica occidental. Por su parte, Enrique Bernardo Núñez con Cubagua trabaja con ruinas fantasmales de la colonización española y su deseo de riqueza que reaparece en la modernización petrolera. Y finalmente está el Salustio González Rincones de La yerba santa, quien usa vestigios del discurso antropológico y filológico que pretendieron esencializar lo folklórico nacional, en una particular modalidad de lo que llamaría “(im)popular”, es decir, lo popular que no ha sido absorbido por el poder estatal o mediático y reciclado como “populismo”.
En la obra de González Rincones hay un juego constante en torno al yo y La Yerba Santa es quizá es mejor ejemplo de ello. No solo utiliza el seudónimo Otal Susi, como ya lo había hecho antes, sino que hace uso de una serie de personajes que no son sino del desdoblamiento de su personalidad. En este sentido, Juan Cristóbal Castro relaciona su obra con la de autores contemporáneos como Teresa de la Parra (Ifigenia y Memorias de Mamá Blanca) o Julio Garmendia (El difunto yo, relato de La tienda de muñecos), así como de autores posteriores como Eugenio Montejo y su obra heterónima.
Para Julio Miranda "el innominado traductor, el erudito alemán Ottius Halz, el fugaz Sir Sawy Lost, el saturniano" son anagramas de Salustio González Rincones, máscaras ficcionales.

## Legado
A pesar de su estatus marginado dentro de América Latina, con obras como La Yerba Santa, González Rincones contribuyó a la renovación de la literatura en español y se lo suele considerar como el primer vanguardista venezolano.
Su nombre pasó desapercibido durante muchos años, hasta que Jesús Sanoja Hernández realizó una antología de poesía (1978) y otra de teatro (1998) para Monte Ávila Editores. Esto sería posible gracias la labor editorial de Yvonne González Rincones de Klemprer, quien se encargó de organizar los archivos personales del escritor.
Luego de este redescubrimiento por parte de Sanoja Hernández, su obra ha sido estudiada por, entre otros, Julio Miranda, Juan Liscano, Arturo Gutierrez Plaza, Rafael Arraiz Lucca, Luis Miguel Isava, Reynaldo Pérez Só, Jesús Montoya, Lorena Quijada Struve, Víctor Manuel Pinto, Santiago Acosta, entre otros.
Para Julio Miranda, su poesía "no es un momento aislado, sino un fragmento lógico del desarrollo de la literatura venezolana".
De su obra ha dicho el poeta y traductor Gregory Zambrano: "(d)e la personalidad de Salustio se dio a conocer su temperamento impulsivo y lúdico al mismo tiempo, que llevó al campo de la poesía y que habría de confluir en una obra extraña, densa, imprevista, sorpresiva, pero también vital, inteligente y audaz".
Para Juan Calzadilla su obra es "la de mayor audacia lingüistica y la más innovadora entre las que, opuestas a la hegemonía del Modernismo de Rubén Darío, y surgidas de éste, precedieron al movimiento vanguardista de la década de los años cuarenta en la poesía venezolana."
Para José Ramón Medina, el único poeta comparable a Salustio González Rincones, es José Antonio Ramos Sucre.
Para Gina Saraceni, Miguel Gomes y Antonio López Ortega: "hoy, aunque no tiene una estatura canónica como la de Ramos Sucre —también «redescubierto» póstumamente—, sí puede considerárselo autor de culto, fuente de inspiración en poetas jóvenes y de continua extrañeza en sus lectores."
En 2023, la Fundación Editorial El perro y la rana publica su obra poética completa, incluyendo La Yerba Santa.